# ゼネラル・オイスター
株式会社ゼネラル・オイスター（英: General Oyster,Inc.）は牡蠣の直営レストランを全国展開する企業である。卸売りを兼営する。
グループ全体では直営のオイスターバーレストランに加え、種苗生産拠点、陸上養殖実験施設、独自のシステムの浄化施設を有し、牡蠣の種苗・生産から販売を一貫して六次産業を行う。海洋深層水を使った牡蠣の陸上養殖の研究開発を行う。

## 沿革
- 2000年4月 - 株式会社ヒューマンウェブを設立
- 2001年9月 - 1号店「ウォーターグリル・オイスターバー」赤坂店オープン (2006年7月に閉店)
- 2002年11月 - 「ガンボ＆オイスターバー」新宿マイシティ店（現・新宿ルミネエスト店）オープン。主力ブランドとして出店を開始
- 2007年2月 - 牡蠣愛好家の会員制度 オイスター・ピース・クラブ(OPC)を開始する。
- 2007年9月 - 広島県呉市に物流機能を備えた浄化センターである「株式会社日本かきセンター」（現連結子会社）を設立
- 2008年4月 - 子会社株式会社日本かきセンターにて一般飲食店向けの卸売事業を本格開始
- 2013年3月 - 株式会社中尾水産（愛媛県南宇和郡愛南町）と牡蠣の種苗技術について資本業務提携を締結
- 2013年7月 - 岩手県大槌町への進出に向けて「大槌町水産業共同利用施設復興整備事業計画」の認定を受ける。
- 2014年3月 - 愛媛県南宇和郡愛南町に岩牡蠣の種苗生産を目的とした株式会社中尾水産テクノロジー（現連結子会社）を設立
- 2014年8月 - 富山県下新川郡入善町において、第2浄化センターを開設
- 2015年3月 - 東京証券取引所マザーズに株式を上場[3]
- 2016年4月1日 - 持株会社体制への移行に伴ない、株式会社ヒューマンウェブが株式会社ゼネラル・オイスターへ商号変更[4]

## 関連会社
- 株式会社ヒューマンウェブ
- 株式会社ジーオー・ストア
- 株式会社海洋深層水かきセンター
- 株式会社日本かきセンター
- 株式会社ジーオー・ファーム
- 株式会社ジーオーシード
- 株式会社ゼネラル・オイスター・ヴィレッジ